# 벨빌 세너터스
| 벨빌 세너터스 | |
| 콘퍼런스      | 동부 콘퍼런스 |
| 디비전        | 노스 디비전 |
| 설립연도      | 2017년 |
| 해체연도      | |
| 역사          | 뉴헤이븐 나이트호크스 (1972년~1992년) 뉴헤이븐 세너터스 (1992년~1993년) 프린스에드워드아일랜드 세너터스 (1993년~1996년) 빙엄턴 세너터스 (2002년~2017년) 벨빌 세너터스 (2017년~미래) |
| 경기장        | 야맨 아레나 |
| 연고지        | 온타리오주 벨빌 |
| 상징색        | 빨강, 검정, 엔틱 골드, 하양 |
| 구단주        | 유진 멜닉 |
| 단장          | 랜디 리 |
| 감독          | 커트 클라이넌도스트 |
| NHL 제휴      | 오타와 세너터스 |
| ECHL 제휴     | - |
| 정규시즌 우승 | - |
| 콘퍼런스 우승 | - |
| 디비전 우승   | - |
| 칼더 컵       | - |
| 영구 결번     | - |

벨빌 세너터스(Belleville Senators)는 캐나다 온타리오주 벨빌을 연고지로 하는 AHL의 동부 콘퍼런스 노스 디비전 소속 아이스 하키팀이다.

## 역대 홈경기장
| 벨빌 세너터스 |             |          |                 |      |
| 경기장        | 사용기간    | 수용인원 | 장소            | 비고 |
| 야맨 아레나   | 2017년~현재 | 3,257명  | 온타리오주 벨빌 | 빈칸 |